# USA 17
USA 17 est un trimaran américain de l'équipe BMW Oracle Racing ayant gagné la coupe de l'America 2010 (deux victoires à zéro face au catamaran suisse Alinghi 5) grâce à un gréement révolutionnaire : une aile rigide de 72 mètres (soit plus qu'une aile d'Airbus A380) à la place de la voile classique qui équipait le bateau à sa mise à l'eau.

## Histoire
Les litiges entre Larry Ellison et Ernesto Bertarelli ont eu pour résultat l'organisation de la coupe à Valence. Elle s'est disputée sur des maxi-multicoques de 90 pieds : trimaran pour les Américains, catamaran pour les Suisses.
Alinghi a déposé de nombreuses réclamations contre USA 17 : le Deed of Gift stipule que le bateau de chaque défi doit être construit dans le pays du défi, or USA 17 a été dessiné par VPLP, un cabinet d'architectes français. La plainte fut rejetée.
Le bateau a subi de nombreuses modifications depuis sa mise à l'eau en août 2008 :
- croissance continue du mât ;
- après un démâtage, remplacement du mât et de la grand voile pour une aile rigide, qui a elle aussi augmentée de taille ;
- suppression de la dérive centrale, accroissement de la surface des foils en conséquence ;
- suppression du safran central, accroissement de la surface des safrans latéraux en conséquence ;
- nouveau bout-dehors ;
- nouvelle étrave centrale ;
- nouveaux flotteurs, plus long que les précédents, à l'avant comme à l'arrière pour diminuer le tangage et éviter le cabrage, et équipés d'une étrave perce-vague ;
- ajout de carénages en toile à l'arrière des bras de liaison pour améliorer l'aérodynamisme (Alinghi en a rajouté par la suite sur son catamaran) ;
- remplacement des winchs classiques par des winchs hydrauliques, comme sur Alinghi 5 ;
- les foils sont devenus de plus en plus rectilignes (ils sont cependant restés courbes) et ils ont vu la suppression de leur winglet au profit d'une terminaison elliptique.

## Les membres de l'équipe
- Larry Ellison ( États-Unis) : patron du défi
- Russell Coutts ( Nouvelle-Zélande) : directeur exécutif

### Navigants
- Brad Webb ( Nouvelle-Zélande) : numéro un
- Simone de Mari ( Italie) : piano
- Ross Halcrow ( Nouvelle-Zélande) : régleur gennaker
- Dirk de Ridder ( Pays-Bas) : régleur de l'aile
- Joey Newton ( Australie) : régleur du chariot de l'aile
- John Kostecki ( États-Unis) : tacticien
- James Spithill ( Australie) : skipper-barreur[4]
- Matteo Plazzi ( Italie) : navigateur
- Thierry Fouchier ( France) : piano et régleur des voiles d'avant
- Matthew Mason ( Nouvelle-Zélande) : inclinaison de l'aile

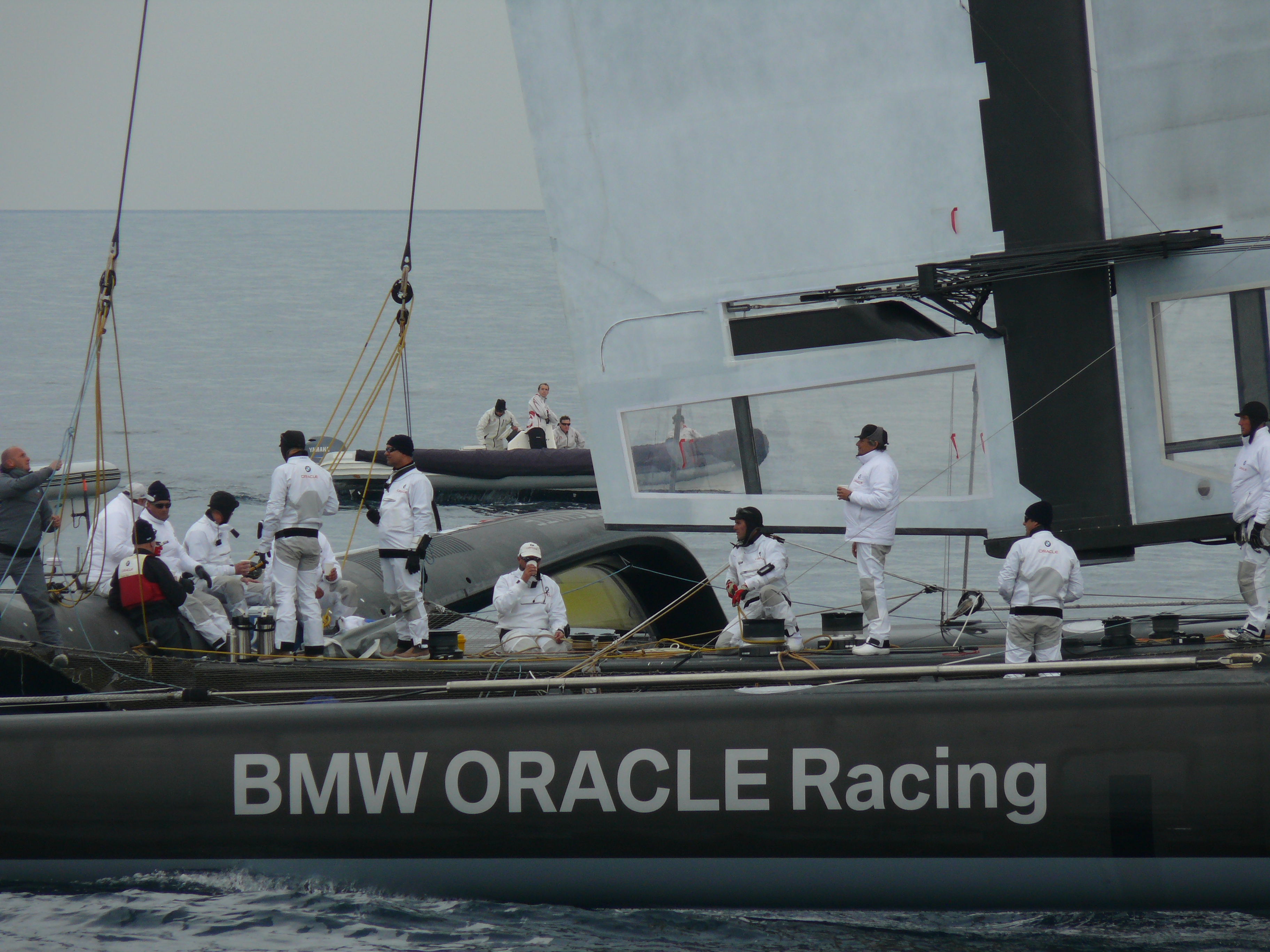
L'équipage de BOR 90 à l'entrainement

- Larry Ellison ( États-Unis) : a embarqué sur le trimaran pour la seconde manche

### Équipe technique et design team
- Franck Cammas ( France) : consultant
- Jean-Marc Normant ( France) :responsable appendices et composites
- Michel Kermarec ( France) : responsable VPP (Velocity Prediction Programm, ou programme de prédiction de performances)
- Tom Ehman : conseiller de Larry Ellison
- Dimitri Despierres ( France) : responsable de la construction de l'aile[5].
- Joseph Ozanne ( France) : chef-concepteur de l'aile[6].
- Michel Marie ( France) : Shore Crew manager (responsable des opérations entre les équipes de construction, du shore crew (équipe à terre) qui s’occupe du bateau tous les jours, l'équipe de conception et l’équipe d’instrumentation)
- Mike Drummond ( Nouvelle-Zélande) : directeur de l’équipe architecturale et catalyseur du projet
- Christophe Erbelding : ingénieur structure BMW
- Ian Burns : coordinateur de l'équipe architecturale
- Marc Van Peteghem ( France) : conception de la plate-forme (VPLP)
- Vincent Lauriot Prévost ( France) : conception de la plate-forme(VPLP)
- Renaud Banuls ( France) : Conception
- Benjamin Muyl ( France) : Conception, coordination (VPLP)
- Loïc Dorez ( France) : Conception
- Hervé Devaux ( France) : Calculs de structure (HDS)
- Steven Robert  ( France) : calculs de structure (HDS)
- Aurélien Miller ( France) : calculs de structure (HDS)
- Christian Karcher ( France) : conception, installation et maintenance des winchs
- Hamish Willcox ( Nouvelle-Zélande) : météorologiste
- Simon Cardona ( Espagne) : météorologiste
- Pablo Mira ( Espagne) : météorologiste
- Elvira Llabres, ( Espagne) : météorologiste
- Aitana Forcen ( Espagne) : météorologiste
- Nacho Braquehais ( Espagne) : météorologiste
- Chris Bedford ( États-Unis) : météorologiste
- Gilles Martin Raget ( France) : photographe
- Joel Rewa-Morgan ( Nouvelle-Zélande) : entraineur physique
- Philippe Presti ( France) : coach cellule arrière
- Julien Di Biase ( Suisse) : logistique
- Scott Sandford ( Nouvelle-Zélande) : logistique
- Grand Davidson : logistique
- Jeanne Eaglesonne ( États-Unis) : logistique

## Philosophie architecturale
L'équipe architecturale, ne connaissant pas les caractéristiques du plan d'eau avait dessiné un bateau polyvalent, capable de marcher vite dans toutes les conditions de vent ou de mer. L'équipe d'Oracle voulait un bateau aussi long que large, le choix du trimaran s'est donc imposée (en effet, un catamaran aurait été trop lourd et trop peu rigide). La plage d'utilisation idéale se situait initialement entre 9 et 18 nœuds de vent, mais à la suite de certaines décisions des Suisses (qui voulaient naviguer dans un vent plutôt faible, à Ras-al-Khaimah en Arabie Saoudite), le bateau a subi plusieurs modifications (augmentation de la surface de toile...) pour gagner en vitesse dans les petits airs. USA 17 est plus lourd, plus large et plus puissant qu'Alinghi 5. Pour certaines personnes, les régates de la Coupe ont vu s'opposer la puissance (USA 17) et la légèreté (Alinghi 5).

## Caractéristiques techniques
Type de bateau : trimaran en carbone composite.

### Plate forme
- Longueur hors-tout : 100 pieds (33 mètres), bout-dehors et dépassement des flotteurs à l'arrière inclus
- Longueur flottaison : 90 pieds (27,60 mètres)
- Largeur : 90 pieds (27,60 mètres)
- Largeur de la coque centrale : (2,11 mètres)
- Largeur des flotteurs : (1,32 mètre)
- Matériaux : carbone composite
- Étraves : elles sont de type perce-vague pour les flotteurs et droite pour la coque centrale (elle supporte la sous-barbe rigide du bout-dehors)
- Franc bord : 2,30 mètres pour la coque centrale et 1,77 mètre pour les flotteurs
- Flotteurs : d'une longueur de 34,50 mètres, ils dépassent à l'avant (pour éviter l'enfournement) et à l'arrière (pour éviter le cabrage, source de traînée). Ils sont relativement plats à l'arrière pour diminuer l'enfoncement du flotteur dans l'eau, donc sa surface mouillée, donc sa traînée.
- Coque centrale : bananée, très étroite et très basse, plate à l'arrière, elle est conçue pour décoller le plus tôt possible. Elle ne supporte aucun appendice
- Bras de liaisons : parallèles (et non en X, pour des raisons de poids), ils supportent des carénages en toile afin d'améliorer l'aérodynamique.
- Tirant d'eau : 0,95-4 mètres (foils relevés-immergés)
- Architectes : Van Peteghem Lauriot-Prévost

### L'aile et les voiles

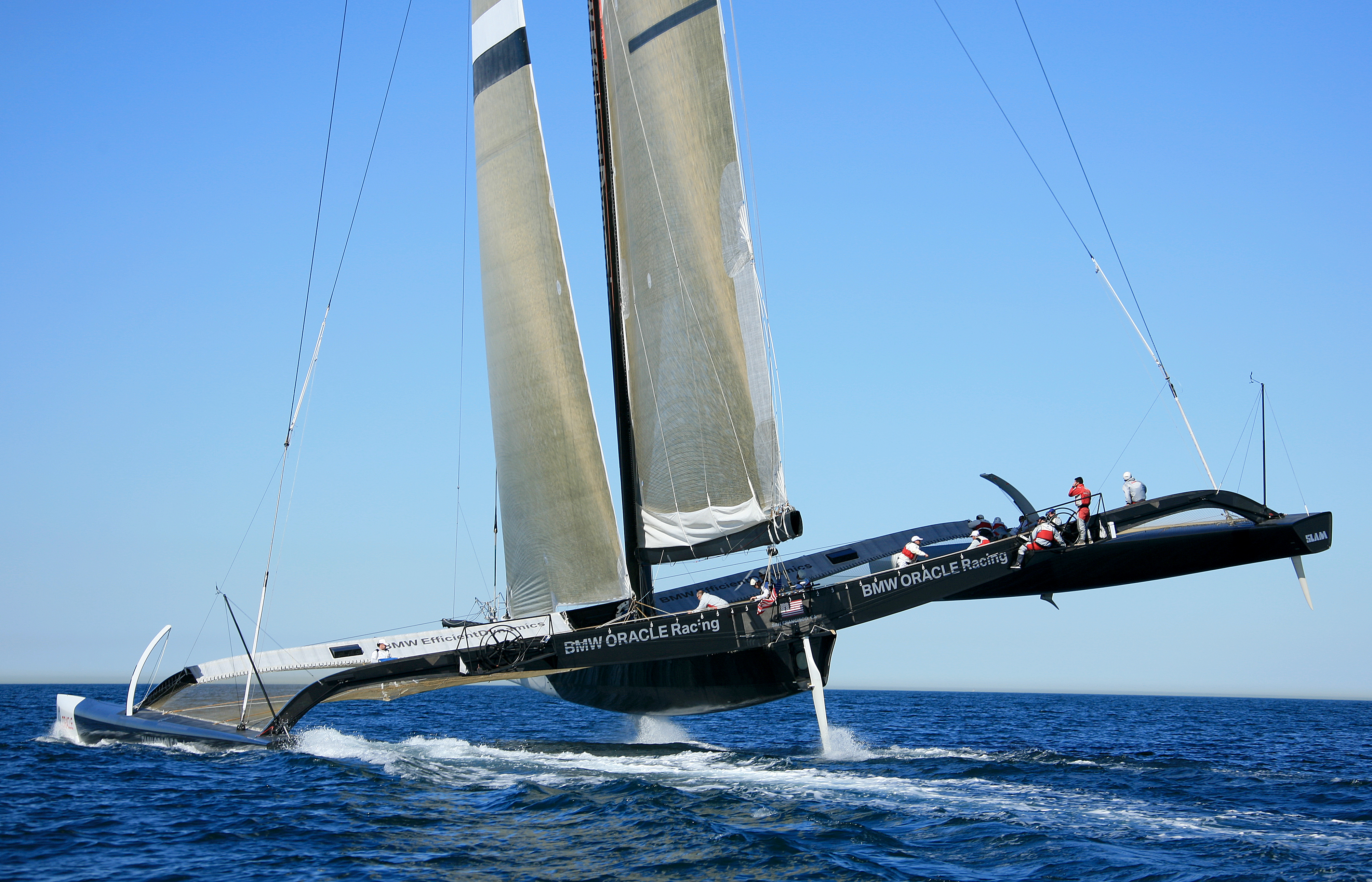
Première version dUSA 17 avec des voiles classiques (février 2009).

L'aile permet au trimaran d'atteindre des vitesses 4 fois supérieures à la vitesse du vent et de virer en quelques secondes. L'aile pivote et se bascule au vent.
- Matériaux de l'aile : l'aile est composée de : 
  - Carbone pour la structure[11] (les parties en noir),
  - Kevlar sur les bords d'attaques (les parties en jaune) et
  - Toile aéronautique collée à chaud sur les panneaux intermédiaires préchauffés au fer à repasser[12] (les parties blanches[13]).
- Composition : l'aile est composée d'un élément principal pivotant et basculant à l'avant et neuf volets réglables indépendamment derrière le bord de fuite de l'élément principal (le neuvième volet fut rajouté à Valence par l'équipe d'Oracle)
- Structure : carbone pour le "mât" structures et nervures en carbone et voiles en sandwich pour la structure  des carénages
- Tirant d’air de l’aile : 72 mètres soit environ 218 pieds, après le rajout d'un neuvième volet à Valence
- Épaisseur de l’aile : de 20 cm (au sommet) à 2 mètres (au tiers inférieur)
- Corde de l’aile : de 2 mètres à 14 mètres
- Poids de l’aile (annoncé avant l'ajout du neuvième volet) : 3,5 tonnes
- Surface de l’aile : plus de 700 mètres carrés
- Génois : 620 mètres carrés (il fut affalé pendant la première manche à 15 heures alors que le trimaran avait 160 mètres d'avance sur son concurrent helvétique)
- Gennaker : le gennaker, au faible recouvrement (le recouvrement diminue l'efficacité de l'aile rigide) et au guindant détendu a une surface totale de 780 mètres carrés
- Surface de voilure au près : 1 320 mètres carrés
- Surface de voilure au portant : 1 480 mètres carrés
- Heures de travail nécessaires à la construction de la première version de l'aile : 20 000 heures

### Appendices
- Safran : un sous chaque flotteur (le safran central ayant été supprimé pour diminuer la traînée, la surface des deux autres safrans a été augmentée en conséquence)
- Dérive : la dérive centrale a été supprimée pour diminuer la traînée (de plus, la surface immergée de la dérive centrale était très faible dès que la coque centrale décollait de la surface de l'eau, ce qui diminuait son efficacité)
- Foils : les foils sont courbes, ils sont positionnés sur les flotteurs, légèrement en arrière du bras de liaison avant et ils font office de dérive. Ils sont moins courbes que sur les trimarans ORMA.

### Autres
- Heures de travail nécessaires à la construction : 150 000
- Poste de barre : deux barres à roue situées derrière le bras de liaison arrière, excentrées du cockpit pour dégager la vue vers l'avant

## Entrainements sur d'autres supports
Les membres de BMW Oracle Racing se sont entraînés à bord du 60 pieds ORMA Groupama 2 avec Franck Cammas. Des duels ont eu lieu entre Banque populaire IV et le trimaran vert, pour que les régatiers habitués aux monocoques puissent atteindre un excellent niveau en multicoque (la structure d'USA 17 est largement inspirée de celle de Groupama 2, et plus généralement des grands multicoques français). Ils ont également pratiqué le match-racing sur des Extreme 40 avant l'arrivée du trimaran noir à Valence par cargo en février.

## Systèmes anti-friction
USA 17 était équipé de deux systèmes anti-frictions : un adhésif et un système par injection de polymère sous la coque, mais ce dernier fut retiré 2 jours avant les régates.

### L'adhésif
Fournit par 3M, l'adhésif reprenait le système des « riblets » utilisés par Dennis Conner sur le 12 mètres Star and Stripes pendant la Coupe de l'America 1987, qu'il reconquis. Cet « autocollant » recouvrait la partie immergée des flotteurs et de la coque centrale d'USA 17. Sa pose est simple, il suffit de le chauffer avant la mise en place. Il demande peu d'entretien (un plongeur le nettoyait avec un éponge avant chaque sortie). Il fut utilisé dès les premiers entraînements à Valence.

### Injection de polymère
Ce système de 200 kg, débarqué à 2 jours des régates, injectait un produit (utilisé dans les shampooings), en aval et en amont des puits de foils, via la pompe des ballasts. Il permettait de gagner 1 à 2 nœuds de VMG (gain au vent), ce qui est énorme sur une coupe de l'America.

## La course

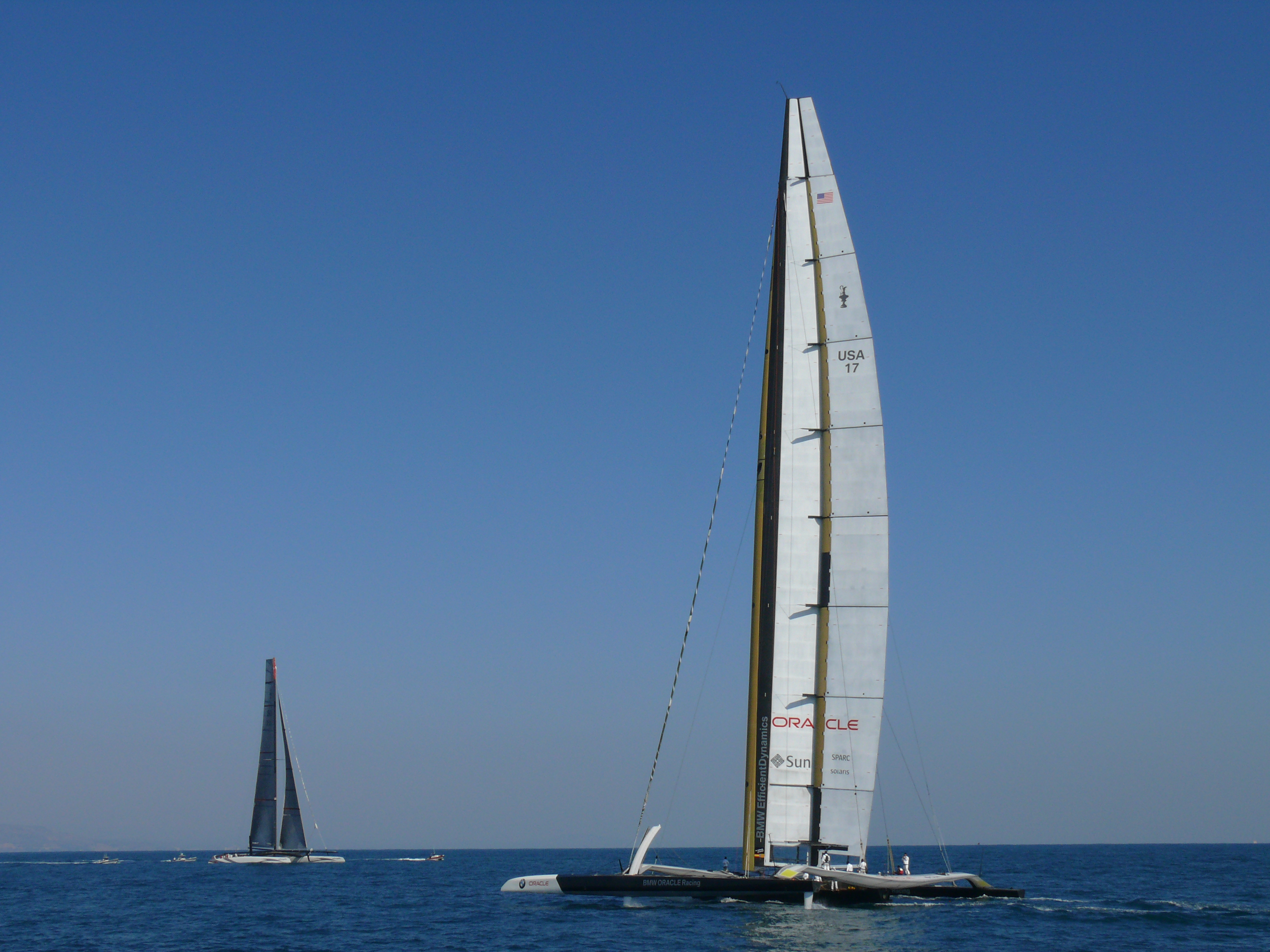
USA 17 face à Alinghi 5.

USA 17 est vainqueur des deux manches qui l'ont opposé à Alinghi 5 avec une avance d'un quart d'heure sur la première manche et de plus de 5 minutes sur la seconde.

### Première manche
USA 17 a été tiré au sort pour partir tribord amures lors de la première manche et il traverse la zone de pré-départ à une vitesse avoisinant les 25 nœuds, mais doit lofer jusque dans le lit du vent pour éviter une collision avec le catamaran suisse, qui écope d'une pénalité à la suite de la protestation des Américains. USA 17 reste « scotché » sur la ligne de départ, tandis qu'Alinghi 5 accélère et prend 1 minute 27 secondes d'avance sur BOR 90. Mais lorsque ce dernier réussi à repartir (dans un vent de 8 nœuds, il filait à 20-25 nœuds de moyenne), son retard sur Alinghi 5 fond progressivement et s'inverse même peu après le premier tiers du bord de près. L'avance de BMW Oracle augmente constamment, même quand l'équipage décide de rouler le génois à la suite de l'augmentation du vent. BOR 90 passe la marque au vent après 2 virements de bord (sur une distance de 20 milles nautiques) avec 1 kilomètre (ou 3 minutes 27 secondes) d'avance sur son adversaire. 
USA 17 remporte la première manche (le 12 février 2010) avec 15 minutes et 28 secondes sur le defender suisse, très pénalisé par la décision du jury.

### Seconde manche
Le challenger remporte la seconde manche (le 14 février 2010) avec 5 minutes et 26 secondes d'avance sur Alinghi 5, qui a de nouveau écopé d'une pénalité. Cependant, à l'arrivée, le doute subsiste : à l'arrière du catamaran suisse flotte un pavillon rouge (le pavillon de réclamation). Le jury tranche ensuite en faveur de BMW Oracle qui gagne cette 33e édition de la Coupe de l'America par deux à zéro. Les Américains ramènent l'aiguière d'argent aux États-Unis.

## Mouillage
Le bateau doit être au mouillage et non amarré à un ponton : pour pouvoir laisser l'aile en place, il est impératif que le bateau puisse suivre les évolutions du vent. Si besoin est, de petites voiles stabilisatrices (tapecul) sont hissées à l'arrière. Des équipes se relayent alors à bord pour surveiller l'aile. Pendant la Coupe, USA 17 ne mouillait pas dans la Darsena Interior, comme Alinghi, mais dans le port de commerce : le bateau doit pouvoir pivoter librement sans rencontrer d'obstacles. Les Suisses émirent des protestations contre les Américains concernant le lieu de mouillage, mais ces derniers ont obtenu gain de cause : la Darsena  ne présente aucun cercle d'évitement de 200 mètres de diamètre, et y pénétrer à la voile peut devenir dangereux.

## Mise en place de l'aile
Il faut tout d'abord attendre des conditions météo propices au déplacement de l'aile, très fragile. Puis la mise en place de l'aile se déroule comme ceci : 
- mise en place de la chèvre sur le bateau,
- embarquement des voiles d'avant,
- préparation de l'aile à terre puis déplacement de l'aile sur le bateau,
- installation de la chèvre,
- mouillage du bateau face au vent,
- redressement de l'aile grâce à la chèvre,
- démontage de la chèvre.

Le montage de l'aile demande en moyenne 3 heures 30.

## Le bateau aujourd'hui
USA 17 est amarré dans le port de San Francisco depuis mars 2011.
Le trimaran victorieux américain sera exposé au public. Pour le moment, il est hiverné dans un hangar. Avant son transport par cargo, le voilier était entreposé à Valence depuis la fin de la coupe.
USA 17 est installé dans l'ancien HQ de Oracle à Redwood Shores https://www.youtube.com/watch?v=vladvQR5C18